# شرکت اسلحه‌سازی وینچستر
شرکت اسلحه‌سازی وینچستر (به انگلیسی: Winchester Repeating Arms Company) یک شرکت اسلحه سازی در آمریکا است که از سال ۱۸۶۶ در نیوهیون، کنتیکت به فعالیت مشغول است.